# Jacob Ellsworth Reighard
Jacob Ellsworth Reighard (1861-1942) fue un zoólogo estadounidense.

## Biografía
Nació en 1861 en Laporte (Indiana). Se graduó en la Universidad de Michigan en 1882, y estudió en Harvard y Friburgo. Después de seis años como instructor y asistente en zoología, se convirtió en 1892 en profesor en la Universidad de Michigan. Estuvo a cargo de la Michigan Fish Commission en el periodo 1890-1994. En 1898 fue nombrado director de una iniciativa para el estudio de los Grandes Lagos auspiciada por la United States Fish Commission. Fue autor de artículos en muchas revistas científicas y en 1901 publicó, en colaboración con H. S. Jennings, The Anatomy of the Cat. Falleció el 13 de febrero de 1942.